# Gobernación de Radom
La gobernación de Radom (en ruso: Радомская губерния, en polaco: gubernia radomska) fue una división administrativa del Imperio ruso, ubicada en el reino de Polonia, con capital en la ciudad de Radom. Creada en 1844 por reagrupación de los gobiernos de Sandomierz y Kielce, existió hasta 1917 cuando resultó parte del teatro de los combates de la Primera Guerra Mundial.

## Historia
Creada por la fusión de dos gobiernos en 1844, la gobernación de Radom fue disminuida de una parte (suroeste) de su territorio en 1867 cuando fue recreada la gobernación de Kielce. Paralelamente una uyezd fue cedida a la gobernación de Piotrków.

## Geografía
Al norte, limitaba después de 1867 con la gobernación de Varsovia, al este por la de Lublin, al sur por Austria-Hungría y al oeste por los gobiernos de Kielce y Piotrków.
Hoy en día el territorio del gobierno se encuentra en Polonia, repartido en los voivodatos de Mazovia, Santa Cruz y Łódź.

## Subdivisiones administrativas
Al principio del siglo XX, la gobernación de Radom estaba dividida en siete uyezds: Iłżtiene, Kozienice, Końesquia, Opatów, Opoczno, Radom y Sandomierz.

## Población
En 1897 la población del gobierno era de 814 947 habitantes, de los cuales 83,6% eran polacos, 13,8% eran judíos, 1,2% eran rusos y 1,1% eran alemanes.